# David Morrell
David Morrell, född 24 april 1943 i Kitchener, Ontario, är en kanadensisk-amerikansk författare. Han är bosatt i USA.
David Morrell är mest känd för sina böcker om Rambo, en veteran från Vietnamkriget: Tvekampen (originaltitel: First Blood) 1972, Rambo - First Blood II (Rambo First Blood II) 1985 och Rambo III (Rambo III) 1988. Alla tre böckerna har filmats med Sylvester Stallone i huvudrollen. I den första boken så dog Rambo, så de senare böckerna är baserade på filmerna och skrevs efter att filmerna haft premiär.